# Tîmoșenko, Krasnohvardiiske
Tîmoșenko (în ucraineană Тимошенко) este un sat în comuna Krasnoznameanka din raionul Krasnohvardiiske, Republica Autonomă Crimeea, Ucraina.

## Demografie
Componența lingvistică a localității Tîmoșenko
     Rusă (47,61%)
     Tătară crimeeană (35,12%)
     Ucraineană (16,26%)
     Alte limbi (0,15%)
Conform recensământului din 2001, nu exista o limbă vorbită de majoritatea populației, aceasta fiind compusă din vorbitori de rusă (47,61%), tătară crimeeană (35,12%) și ucraineană (16,26%).